# Kopalnia Węgla Kamiennego Knurów-Szczygłowice

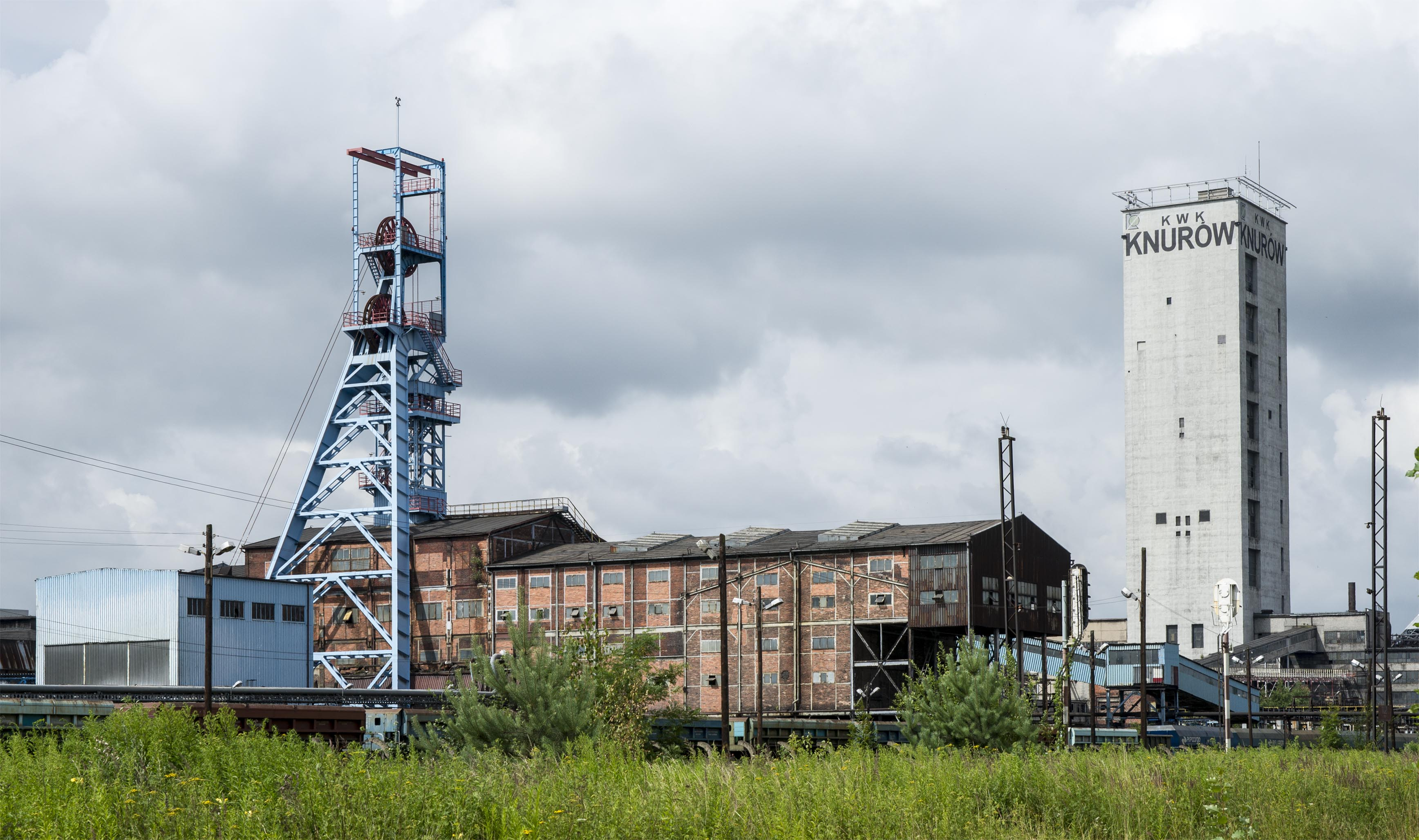
Schachtanlage Ost mit Paweł und Jan

Das Bergwerk Knurów-Szczygłowice (poln. Kopalnia Węgla Kamiennego Knurów-Szczygłowice; ehemalige Bezeichnung von-Velsen-Schächte) ist ein aktives Steinkohlenbergwerk in Knurów, Polen.
Das Bergwerk, das bis vor kurzem zur Kompania Węglowa S.A. (KWSA) gehörte, wurde am 1. August 2014 aus diesem Konzern ausgegliedert und der Jastrzębska Spółka Węglowa zugeschlagen. Zum Zeitpunkt der Übernahme arbeiteten 5.619 Personen in dem Verbundbergwerk, davon 4.255 untertage. Heute hat das Bergwerk eine Berechtsame von 59,79 km², davon 38,49 km² im Abbaugebiet Knurów und 21,3 km² im Bereich Szczygłowice. Derzeit liegt die Tagesproduktion bei 15.000 t Kraftwerkskohle pro Tag.

## Geschichte

### KWK Knurów
Die Felder des Steinkohlebergwerks bei Knurów (Lage) wurden in den 1880er Jahren verliehen und umfassen eine Fläche von 24,0 km². Diese Fiskalzeche eröffnete ihren Betrieb am 15. Mai 1903 durch das Niederbringen des Schachtes von Velsen I; am 19. Dezember desselben Jahres begann das Abteufen des Schachtes von Velsen II. Beide erreichten 1905 eine Teufe von 462 Metern. Die 1. Sohle wurde bei 350 Metern, die 2. Sohle bei 462 Metern angesetzt. Der Hauptinitiator zur Gründung war Gustav von Velsen (1847–1923), Ministerialdirektor in der Abteilung für Bergbau in Berlin.
In einer Tiefe von 214 m wurde auf die reichen Kohleflöze getroffen. Im Jahr 1908 bestand die Belegschaft aus 902 Mitarbeitern und förderte 70.600 t Kohle. Die Schächte I und II des Ostfeldes – ursprünglich als Velsen I und II bezeichnet – erhielten später die Namen Peter/Piotr und Paul/Paweł.

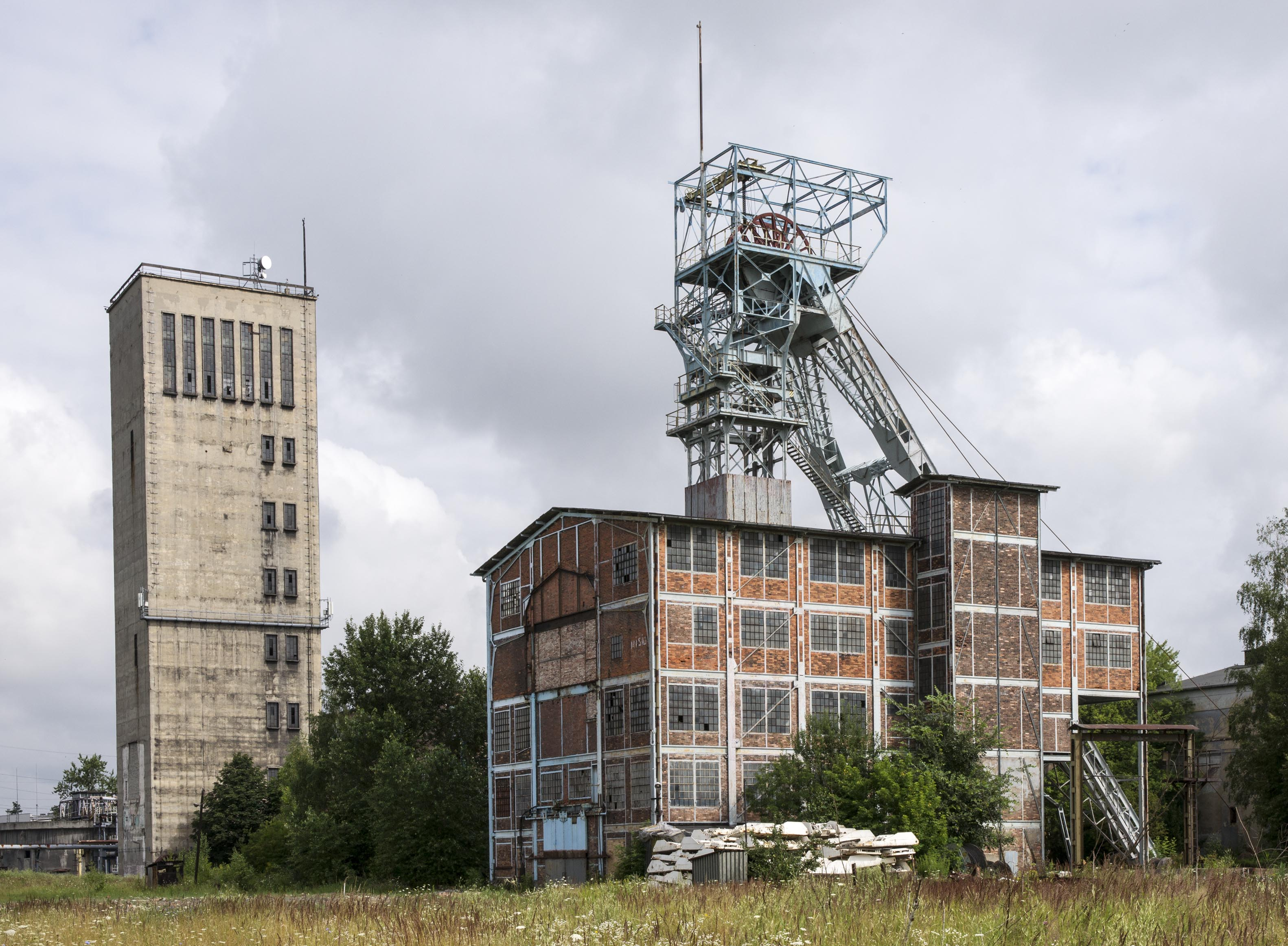
Schachtanlage Foch I/II

Das Westfeld des Bergwerkes (Lage) wurde durch die Schächte Foch I und II erschlossen, Foch I mit Fördergerüst, Foch II mit Betonturm. Die Benennung erfolgte zu Ehren des französischen Marschall Ferdinand Foch, da die französisch-polnische Betreibergesellschaft Skarboferm (Société Fermiére des Mines Fiscale de l’Etat Polonais en Haute Silésie) nach der Teilung Oberschlesiens ab 1922 die in Ostoberschlesien liegenden ehemaligen preußischen Staatsbetriebe weiterführte. Später kam in Ostfeld Schacht Jan mit einem Betonförderturm hinzu.
Ab 1921 von der Skarboferm auf 36 Jahre gepachtet, gehörte das Bergwerk während der Nazi-Besatzung ab November 1939 zu den Reichswerken Hermann Göring, obwohl sich die Preussag als rechtmäßige Nachfolgerin der ehemals preußischen Fiskalzechen ansah. Es wurde in dieser Zeit von der Gruppe 1 (Katowice) der Bergwerksverwaltung Oberschlesien der HGW zusammen mit Oehringen und der Preussengrube verwaltet. Am Ende des Krieges verließ das deutsche Management eilig die Anlage.

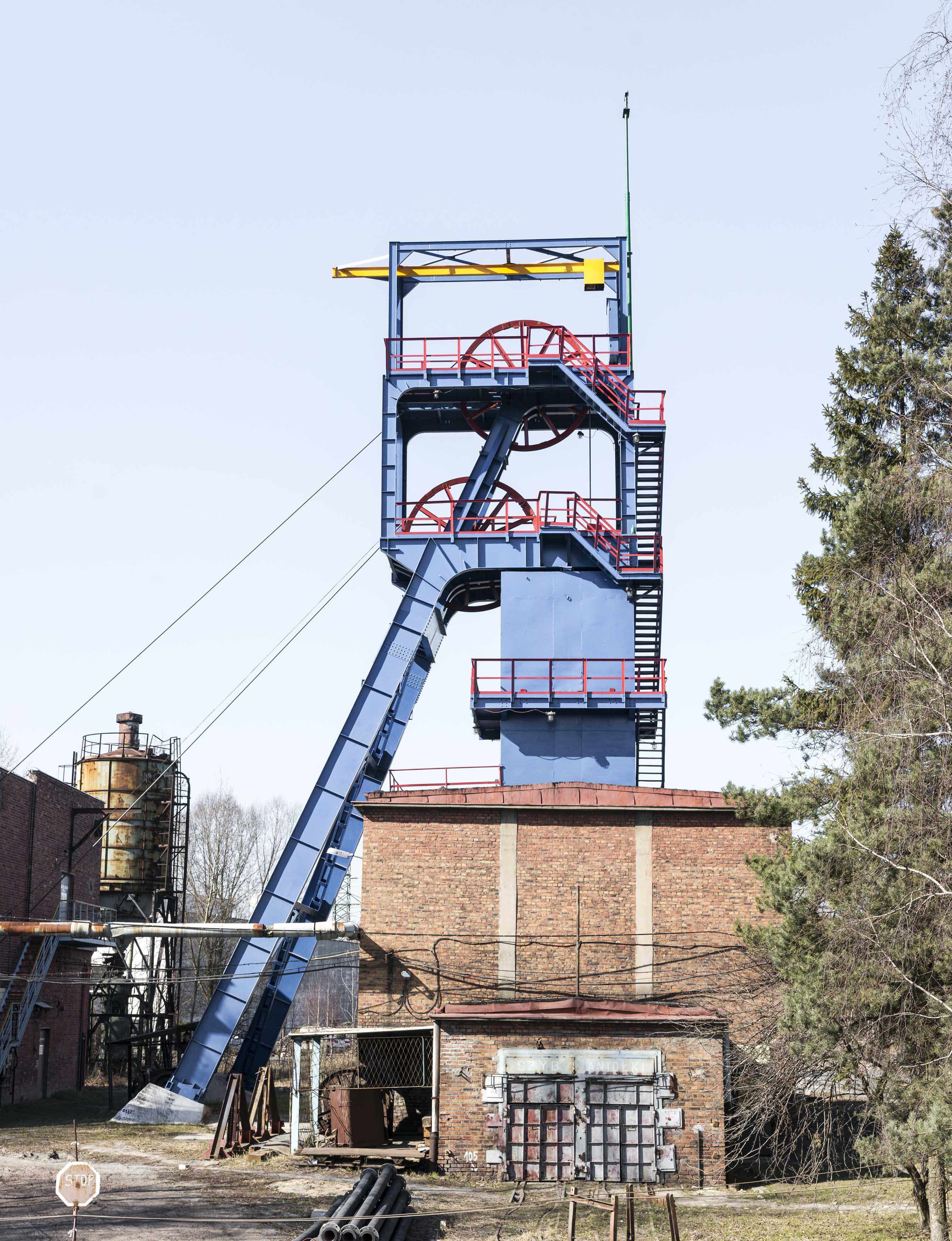
Wetterschacht Aniolki

Mit Hilfe einiger verbliebener Mitarbeiter konnte bereits im Januar 1945 die Förderung wieder aufgenommen werden. In den ersten Monaten nach dem Krieg wurde die Tagesproduktion von 1.300 Tonnen Kohle nicht überschreiten, aber bereits im Jahr 1948 produzierte die Zeche schon mehr als eine Million Tonnen Kohle.
Das Baufeld West wurde 2011 stillgelegt und alle Tagesanlagen außer dem Turm (Foch II) und Fördergerüst (Foch I) mit Schachthalle abgerissen. Auch das Fördergerüst von Schacht Peter/Piotr des Ostfeldes wurde abgerissen; seine Seilscheiben sind heute im Haus Oberschlesien in Ratingen-Hösel zu sehen. 2010 erfolgte die Zusammenlegung mit Szczygłowice zum Verbundbergwerk Knurów-Szczygłowice.

### KWK Szczygłowice
Die Arbeiten zum Bau des Bergwerkes im Südwesten von Knurów (Lage) begannen 1957. Dadurch sollten Lagerstätten erschlossen werden, die unter der Stadt Czerwionka-Leszczyny und der Gemeinde Pilchowice lagen. Zugleich sollte das neue Bergwerk auch die südlichen Lagerstätten von Knurów erschließen.
Anfänglich ein eigenständiges Unternehmen, gehörte die Zeche ab 1993 zur Vereinigung der Kohlenindustrie von Gleiwitz (Gliwickie Zjednoczenie Przemysłu Węglkowa), ab dem 1. Februar 2003 zum Konzern KWSA.

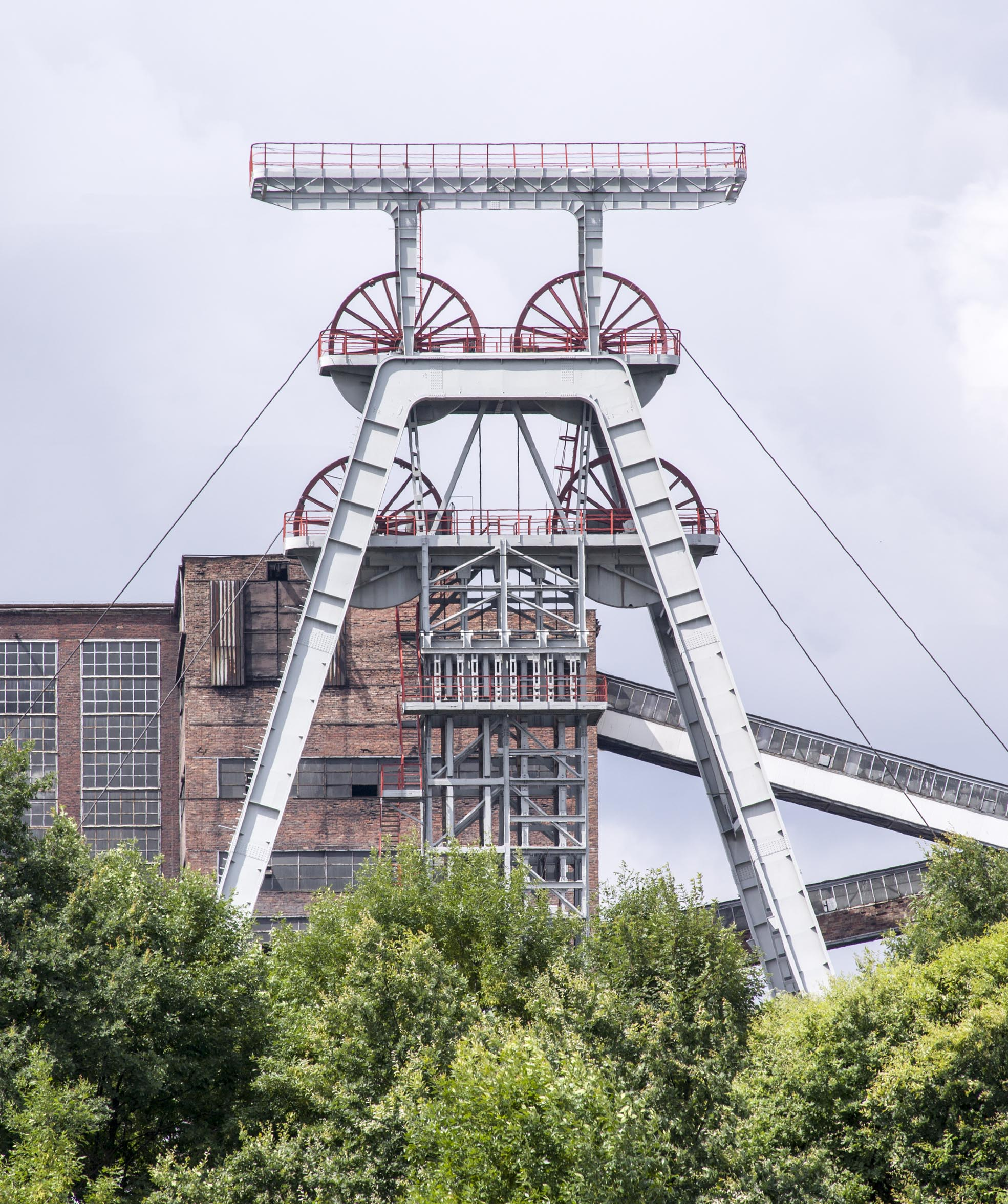
Doppelbock Szczygłowice II

## Gegenwart
Heute verfügt das Bergwerk über folgende Schächte:
Knurów:
- Betonturm mit Skipförderung über Schacht Jan
- Fördergerüst für Seilfahrt und Materialtransport über Schacht Paweł
- Wetterschacht Aniolki direkt neben der Autobahn A1
- Wetterschacht Krywald im gleichnamigen Ortsteil von Knurów
- Wetterschacht VI im Südfeld

Szczygłowice
- Doppelböcke über den Schächten I und II
- Betonturm über Schacht III

## Förderzahlen
1913: 583.649 t; 1938: 616.512 t; 1970: 2,79 Mio. t; 1979: 4,78 Mio. t